# Ein Fall für zwei: Tatzeit
Tatzeit ist der Titel der 49. Episode der Krimiserie Ein Fall für zwei mit Günter Strack und Claus Theo Gärtner in den Hauptrollen.

## Handlung
Am Morgen erscheint die Kriminalpolizei bei Robert Schuster, der die Nacht gemeinsam mit seiner Geliebten Angelika Curtius verbracht hat. Um kurz nach Mitternacht sei Peter Freese, der Vorgesetzte der beiden, mit dem Schuster zuvor Streit gehabt hatte, ermordet worden. Schuster wird verhaftet und seine Partnerin informiert den Rechtsanwalt Dr. Renz diesbezüglich. Schuster sei eifersüchtig, da sie zuvor drei Tage geschäftlich mit ihrem Vorgesetzten in Paris gewesen sei. Grundsätzlich traue sie ihm die Tat insofern durchaus zu, bezeugt allerdings andererseits, dass Schuster die ganze Nacht bei ihr gewesen sei. 
Schuster gibt gegenüber Renz an, dass er Freese zwar nicht gemocht, ihn jedoch auch nicht gehasst habe. Sein impulsives Temperament fällt Renz bereits im Laufe dieses kurzen Gesprächs durchaus auf. Der Staatsanwalt erwähnt gegenüber Renz, dass Schuster seine Mordabsicht wenige Stunden vor der Tat lautstark vor Zeugen verkündet habe. Da es allerdings keine weiteren Beweise gibt, wird er vorerst aus der Untersuchungshaft entlassen. Angelika Bender holt ihn ab und sucht mit ihm gemeinsam den Privatdetektiv Josef Matula auf. Schuster äußert dort seinen Tatverdacht gegenüber dem Geschäftspartner Dr. Siegfried Heym, zu dem Freese seit rund zwei Monaten ein äußerst angespanntes Verhältnis gehabt habe. Matula erfährt, dass Heym seine Anteile an dem Unternehmen, welches er gemeinsam mit Freese besessen hatte, an Investoren in den USA verkauft habe, nachdem er in finanzielle Schwierigkeiten geraten war. Freeses Anteile werde er nun gemäß dessen Testaments erben.
Vor Gericht gibt der Staatsanwalt an, dass am Vorabend der Tat ein Gespräch zwischen Freese und Schuster aufgezeichnet worden sei. Obwohl dies kein zulässiges Beweismittel darstellt, stimmen alle Prozessbeteiligten zu, dass das Band abgespielt wird. Schusters Drohungen, die dieser gar nicht bestreitet, werden darin deutlich. Angelika Curtius sagt aus, dass sie vermutlich bemerkt hätte, wenn Robert Schuster in der Tatnacht den Raum verlassen hätte. Dies sei jedoch nicht der Fall gewesen. Kurz darauf gibt sie allerdings an, dass sie selbst die Wohnung zwischenzeitlich verlassen habe, um in ihrer eigenen, ein Stockwerk tiefer gelegenen Wohnung Zigaretten zu holen. Der Staatsanwalt argumentiert daraufhin, dass Schuster während dieser Zeit den Mord begangen haben könne. Renz hält dagegen, dass der Zeitraum dafür zu kurz gewesen sei und lobt das ehrlich erscheinende Verhalten der Zeugin, die dieses Detail ohne Probleme hätte für sich behalten können, um Schusters Alibi zu bekräftigen. Dennoch ergeht Haftbefehl gegen diesen.
Schuster sagt aus, dass er die in seinem Besitz befindliche Pistole wenige Tage vor dem Mord in den Main geworfen habe. Angelika Curtius könne dies bezeugen. Schuster wird dazu aufgefordert, die entsprechende Stelle am Ufer zu zeigen. Taucher der Polizei suchen den Fluss daraufhin dort ab, werden jedoch nicht fündig. Angelika Curtius erscheint kurz darauf und gibt an, die betreffende Stelle sei rund 30 Meter entfernt. Prompt wird die Waffe dort aufgefunden.
Die ehemalige Haushälterin Dr. Siegfried Heyms sagt vor Gericht aus, das Angelika Curtius ein Liebesverhältnis mit diesem gehabt habe. Er kann allerdings umgehend ein Alibi vorweisen, da er zur Tatzeit des Mordes privat mit einem befreundeten Staatsanwalt telefoniert habe. Dr. Renz argumentiert mit der Tatsache, dass nicht Robert Schuster, sondern Angelika Curtius auf die korrekte Stelle der weggeworfenen Waffe hingewiesen habe und unterstellt ihr, die Waffe erst nach dem Mord, der durch sie selbst verübt worden sei, dort entsorgt zu haben. Robert Schuster gibt nun zu, dass er das Alibi, welches Curtius ihm geben wollte, umgekehrt nicht bestätigen könne.

## Hintergrund

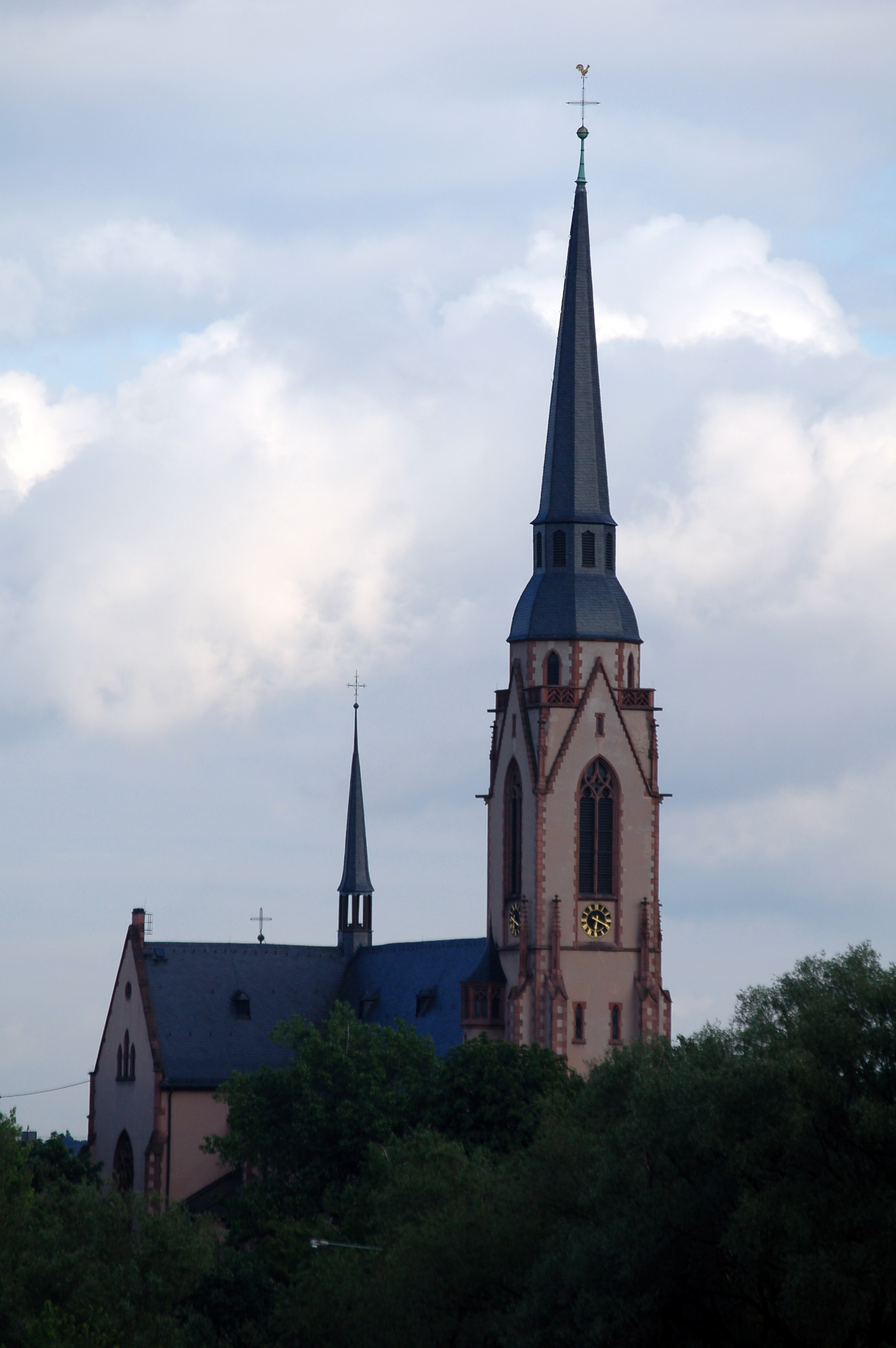
St. Mauritius, aufgenommen aus ähnlicher Perspektive wie in der Episode

Die Episode wurde überwiegend im Rhein-Main-Gebiet gedreht. Die Kulisse der Kanzlei von Dr. Renz befand sich im Hotel InterContinental Frankfurt. Die Szenen am Main wurden im Bereich des Schwanheimer Ufers aufgenommen. Im Hintergrund sind dabei die Kirche St. Mauritius sowie am gegenüberliegenden Mainufer der Industriepark Griesheim zu sehen. 
Einzelne Szenen zu einem früheren Zeitpunkt der Handlung wurden auf dem Parkplatz vor dem DBV-Winterthur-Hochhaus in Wiesbaden erstellt.